# Adrien Missika

Adrien Missika (2023)

Adrien Missika (* 1981 in Paris) ist ein französischer Künstler.

## Leben
Missika studierte Kunst an der Ecole Cantonale d’art de Lausanne (Ecal) nach einem Jurastudium an der Université Paris 1 Panthéon-Sorbonne. Adrien Missika war Mitbegründer der Galerie 1M3, Lausanne (2006–2014), Gründer und Art Director von Belo Campo Lissabon (seit 2017) sowie Gründer der Galerie MOTUS (seit 2022).
Die Arbeiten von Missika untersuchen auf humorvolle Weise das Natürliche und das Kulturelle. Mit der Erkenntnistheorie als Forschungsgrundlage driftet sein konzeptioneller Ansatz in poetische und hypothetische Erzählungen ab. Durch eine Vielzahl von Medien, wie Video, Fotografie, Skulptur bis hin zu Installation und Aktion, taucht seine Arbeit in das breite Spektrum der Natur- und Umweltwissenschaften ein, wie Biologie, Landschaftsarchitektur und Geographie, um nur einige zu nennen. Missikas künstlerische Praxis überwindet die Logik des Kapitalismus und nährt einen Raum für mögliche Welten.
Missika hatte zahlreiche Einzelausstellungen, darunter Palais de Tokyo, Paris (2009); Centre d'art contemporain Genève (2009); Kunsthaus Glarus, Schweiz (2013); Centre Culturel Suisse Paris (2014) und 21er Haus (Belvedere 21), Wien (2015).
Seine Arbeiten wurden auch in Gruppenausstellungen gezeigt, darunter im Fotomuseum Winterthur (2009), Centre Pompidou Paris (2012), Neues National Museum Monaco (2012), Centre Pompidou-Metz (2016) und Palais de Tokyo (2017).
Adrien Missika wurde mit dem schweizerischer Kunstpreis – Eidgenössischer Preis für freie Kunst (2009), dem Preis der Stiftung Ricard und dem Kiefer-Hablitzel-Preis (2011) ausgezeichnet. Außerdem gewann er den Preis der Georg und Josi Guggenheim Foundation (2013).
Er lebt derzeit in Berlin.

## Werke

### Motus
Mit dem zweiteiligen Ausstellungsprojekt Spheres und Chains of Interest reflektiert Missika als Teil der eingeladenen Künstler die Sammlungspraxis des Instituts für Auslandsbeziehungen (ifa) und ermöglichte so eine neue und öffentliche Auseinandersetzung mit dem deutsch-deutschen Kunstbestand.

### Ein Horn
Die neue Erlebniswelt des Berliner Zoos sollte auch durch Kunst am Bau ergänzt werden, die in einem Auswahlverfahren von einer Expertenen-Kommission ausgewählt wurde. Der Entwurf „Ein Horn“ von Adrien Missika konnte hier die Auswahlkommission überzeugen.

## Ausstellungen (Auswahl)
- 2022 Motu als Part von Chains of Interest des Instituts für Auslandsbeziehungen (IfA), Berlin Art Week[10]
- 2015 Zeitgeber, Proyectos Monclova, Mexiko-Stadt
- 2015 Gelassenheit (Laisser-Faire), 21er Raum, 21er Haus, Wien
- 2015 Siesta Club, Quartz Studio, Turin
- 2014 Amexica, Centre Culturel Suisse, Paris[11]
- 2014 Cosmic, Latte, Kunstraum Walcheturm, Zürich
- 2013 Alien Verein, Neumeister Bar-Am, Berlin
- 2013 Impressions botaniques, Galerie Bugada & Cargnel, Paris
- 2013 Tephra, Galerie Edouard Manet, Centre d'art contemporain, Gennevilliers
- 2013 A Walk in The Park, Kunsthaus Glarus, Glarus
- 2012 Archipel, La Salle de Bains, Lyon
- 2012 The Sun is Late, Galerie Crone, Berlin
- 2011 Geological Norms (Sometimes Repeated), Marz, Lissabon
- 2011 Tropical Prospects, SpazioA, Pistoia
- 2010 Adrien Missika, Blancpain Art Contemporain, Genf
- 2010 Veduta, la Rada, Locarno
- 2009 Present Future, Artissima 16, Torino, commissaire / curated by Simone Menegoi
- 2009 Exstatic, Coalmine, Volkart-Haus, Winterthur
- 2009 Space Between, Rencontres internationales de photographie, Arles
- 2009 HMI, Module, Palais de Tokyo, Paris, commissaire / curated by Julien Fronsaq
- 2009 Fabriques, Centre d'Art Contemporain, Genf, commissaire
- 2006 Cartes Postales, Galerie Blancpain Stepczynski, Genf

## Preise und Auszeichnungen (Auswahl)
- 2015 Artist in Residence Belvedere 21 (Belvedere), Vienne
- 2013 Preis der Dr. Georg und Josi Guggenheim-Stiftung, Guggenheim Foundation
- 2011 Prix Fondation d'entreprise Ricard, Paris
- 2011 Kiefer Hablitzel Kunstpreis
- 2011 Residence im National Center for Biological Sciences (NCBS) Bangalore, Karnataka, Artists in Labs program Zürcher Hochschule der Künste
- 2011 Bourse de résidence à Berlin du Fonds cantonal d'art contemporain de Genève
- 2010 Résidence du Canton de Vaud, l'atelier vaudois du, Cité Internationale des Arts, Paris
- 2009 Swiss Art Award, Office fédéral de la culture, Suisse